# Vista kontrakt
Vista kontrakt var ett kontrakt i Växjö stift inom Svenska kyrkan i Jönköpings län. Kontraktet upplöstes 2016 och ingående församlingar uppgick i Södra Vätterbygdens kontrakt.
Kontraktskoden var 0607.

## Administrativ historik
Kontraktet omfattade före 1962
- Gränna stadsförsamling som 1963 uppgick i Gränna församling
- Gränna landsförsamling som 1963 uppgick i Gränna församling
- Visingsö församling
- Skärstads församling som 2010 uppgick i Skärstad-Ölmstads församling
- Ölmstads församling som 2010 uppgick i Skärstad-Ölmstads församling

1962 tillfördes från Tveta kontrakt
- Lekeryds församling
- Svarttorps församling som 2006 uppgick i Lekeryds församling
- Järsnäs församling som 2006 uppgick i Lekeryds församling
- Forserums församling som 2010 uppgick i Barkeryd-Forserums församling som 2013 överfördes till Njudungs kontrakt
- Barkeryds församling som 2010 uppgick i Barkeryd-Forserums församling som 2013 överfördes till Njudungs kontrakt
- Nässjö församling som 2013 överfördes till Njudungs kontrakt

1983 tillfördes från Tveta kontrakt
- Hakarps församling
- Huskvarna församling

## Kontraktsprostar
| Ämbetstid | Namn                        | Levnadstid | Övrigt                              |
| --------- | --------------------------- | ---------- | ----------------------------------- |
| 1380      | Ingemundus                  |            | kyrkoherde i Gränna församling.     |
| 1520–1527 | Nils                        |            | Kyrkoherde i Gränna församling.     |
| 1547      | Lars Brodsson               |            | Kyrkoherde i Skärstads församling.  |
| 1548–1549 | Måns Staphansson            |            | Kyrkoherde i Svarttorps församling. |
| 1552      | Bengt                       |            | Kyrkoherde i Gränna församling.     |
| 1553–1563 | Peder Svenonis              |            | Kyrkoherde i Järsnäs församling.    |
| 1579–1607 | Andreas Petri               |            | Kyrkoherde i Skärstads församling.  |
| 1608–1618 | Jonas Laurentii Angermannus |            | Kyrkoherde i Skärstads församling.  |
| 1637–1643 | Salomon Folcheri (Uplandus) | död 1643   | Kyrkoherde i Visingsö församling.   |
| 1643–1659 | Jonas Magni                 | död 1659   | Kyrkoherde i Visingsö församling.   |
| 1659–1687 | Petrus Erlandi Wircknæus    | 1609–1687  | Kyrkoherde i Visingsö församling.   |
| 1688–1707 | Nicolaus Jonæ Ölander       | 1638–1707  | Kyrkoherde i Ölmstads församling.   |
| 1707–1713 | Petrus Svenonis Ulnerus     | död 1713   | Kyrkoherde i Gränna församling.     |
| 1713–1715 | Haquinus Wisingh            | 1664–1715  | Kyrkoherde i Visingsö församling.   |
| 1718–1734 | Andreas Unnerus             | 1675–1734  | Kyrkoherde i Gränna församling.     |
| 1736–1755 | Nicolaus Ölander            |            | Kyrkoherde i Ölmstads församling.   |
| 1755–1783 | Olof Arell                  |            | Kyrkoherde i Skärstads församling.  |
| 1784–1816 | Johan Almquist              |            | Kyrkoherde i Visingsö församling.   |
| 1816–1843 | Sven Johan Almqvist         |            | Kyrkoherde i Gränna församling.     |
| 1843–1873 | Johan Magnus Almqvist       |            | Kyrkoherde i Skärstads församling.  |
| 1873–1879 | Johan Andersson             |            | Kyrkoherde i Gränna församling.     |
| 1881–1885 | Adolf Wilhelm Bergvall      |            | Kyrkoherde i Visingsö församling.   |
| 1886–1895 | Johan Georg Rogberg         |            | Kyrkoherde i Gränna församling.     |
| 1895–1901 | Fritz Beskow                |            | Kyrkoherde i Skärstads församling.  |
| 1902–1917 | Axel Alfeed Holmberg        |            | Kyrkoherde i Gränna församling.     |
| 1917–1923 | Nils Edvard Stensson        |            | Kyrkoherde i Gränna församling.     |
| 1924–1926 | Johan Malkolm Danielsson    |            | Kyrkoherde i Visingsö församling.   |
| 1926–1928 | Oscar Herman Carling        |            | Kyrkoherde i Ölmstads församling.   |
| 1928–     | Isak Krook                  | 1891–1976  | Kyrkoherde i Gränna församling.     |